# Daniel Lanata
Daniel Ermindo Lanata (nacido Casilda el 25 de junio de 1966) es un entrenador de fútbol argentino, con una Licenciatura de UEFA PRO, actualmente DT. Sportivo Iteño.

## Entrenador
| Club                      | Pais            | Año           |
| ------------------------- | --------------- | ------------- |
| Monagas                   | Venezuela       | 2003          |
| Sportivo Luqueño          | Paraguay        | 2006 - 2008   |
| Al-Qadsiah                | Arabia Saudita  | 2009          |
| 12 de Octubre             | Paraguay        | 2009 - 2010   |
| 3 de Febrero              | Paraguay        | 2011          |
| Sportivo Luqueño          | Paraguay        | 2011          |
| Caacupe                   | Paraguay        | 2013 - 2014   |
| Estudiantes de Caracas SC | Venezuela       | 2016          |
| SP Iteño                  | Paraguay        | 2018          |
| Ovetence FC               | Paraguay        | 2019          |
| CD Fatic                  | Bolivia         | 2020          |
| Tacuary FC                | Paraguay        | 2021 - 2022   |
| Veraguas United FC        | Panama          | 2022          |
| Universidad O&M           | Rep. Dominicana | 2023          |
| Martin Ledesma            | Paraguay        | 2024          |
| SP Iteño                  | Paraguay        | 2025 - Actual |